# Живков, Живко
Жи́вко Митов Жи́вков (болг. Живко Митов Живков, 11 марта 1915, Урбабинци — 16 апреля 2000, София) — болгарский политик.
Живко Живков родился 11 марта 1915 года в селе Урбабинци (ныне Тошевци). В 1931 году стал членом РМС, а с 1935 года стал членом БКП. В 1937 году окончил факультет права в Софийском университете. В 1942 году был осуждён тогдашней властью и находился в концлагерях Гонда вода и Крыстополе.
В 1952—1957 годах был министром внешней торговли в правительстве Вылко Червенкова. После этого до 1959 года был министром просвещения и культуры в правительстве Антона Югова. Работал заместителем председателя Совета министров (1959—1962, 1971—1976) и первым заместителем председателя в 1962—1971 годах. В 1962 году был назначен председателем Государственной плановой комиссии. В 1976 году стал членом Государственного совета.
С 1989 года — член ЦК БКП.
Умер 16 апреля 2000 года в Софии.